# Erick Thohir
Erick Thohir (Lampung, 30 de mayo de 1973) es un empresario y dirigente deportivo indonesio. Actualmente es accionista minoritario del equipo de fútbol italiano Inter de Milán, además de ser uno de los máximos accionistas del equipo de fútbol norteamericano D.C. United y del equipo de baloncesto de la NBA Philadelphia 76ers.

## Vida personal
Erick Thohir nació el 30 de mayo de 1973. Su padre es Teddy Thohir, copropietario del grupo automovilístico Astra International con William Soeryadjaya. Su hermano, Garibaldi Thohir, es un banquero de inversión. También tiene una hermana, Rika Thohir. En su juventud, colaboró en los negocios de su familia.  Thohir recibió su maestría en Administración de Negocios y Marketing en la National University de California en el año 1993. Actualmente está casado con Elizabeth Tjandra, con la que tiene cuatro hijos. Profesa la religión islámica, y se considera moderado. Su fortuna se calcula actualmente en 25 000 millones de dólares.

## Carrera
Es uno de los magnates principales de los medios escritos y audiovisuales de su país. En 1993 inició sus actividades en el campo de los medios de comunicación cuando creó Mahaka Group, junto a Muhammad Lutfi, Wisnu Wardhana y R. Harry Zulnardy. En 2011 se convirtió en el propietario del periódico Indonesio Republika, así como máximo accionista del canal de televisión JakTV. También es el fundador de dos organizaciones de carácter filantrópico y benéfico en su país: Darma Bakti Mahaka Foundation y Dompet Dhuafa Republika.

## Actividad deportiva
Después de las negociaciones que comenzaron en el año 2011 con el exagente de baloncesto Jason Levien y con el propietario Joshua Harris, Thohir pasó a formar parte del consorcio que compró los Philadelphia 76ers, en un consorcio que incluía al actor Will Smith, su esposa Jada Pinkett Smith y Levien.  Thohir se convirtió en el primer asiático en poseer, en su totalidad o en parte, un equipo de la NBA.
Thohir actualmente es presidente de la Asociación de Asia Sur-Oriental de Baloncesto y  hasta 2006, presidente de la Asociación Indonesia de Baloncesto (Persatuan Bola Basket Seluruh Indonesia). Él también es propietario del los equipos de baloncesto de su país Satria Muda BritAma Yakarta y Indonesia Warriors.
Erick Thohir es propietario del club de fútbol Indonesio Persib Bandung.
En 2012 , Thohir y Levien se convirtieron en los máximos propietarios del equipo de la Major League Soccer D.C. United.
En septiembre de 2013, el presidente y propietario del Inter de Milán Massimo Moratti confirmó que estaba en conversaciones para vender una participación mayoritaria del 70% en el club a Thohir. El 15 de octubre de 2013, después de una larga negociación, la sociedad  International Sports Capital, liderada por Thohir, se convierte en el accionista mayoritario del Inter, cuando toma el control del 70 % de las acciones del club.  El 15 de noviembre de 2013, el consejo de administración del equipo milanes nombra a Thohir como nuevo presidente del Inter de Milán, en sustitución de Moratti, quien permanecerá en el club como Presidente Honorario.